# ミスマッチ
『ミスマッチ』は、1988年12月20日にテレビ朝日系列「火曜スーパーワイド」で放送されたテレビドラマ。

## 概要
- 当時、親友を公言していた中山美穂、工藤静香という人気アイドル2人の共演作（1987年10月クールの連続ドラマ『おヒマなら来てよネ!』（フジテレビ）が初共演作で、本作は再共演。中山と工藤は『おヒマなら来てよネ!』共演以降親交を深め、本作での再共演や2人で雑誌のグラビアに載るなど、公私ともに仲良しぶりをアピールしていた）。
- エンディング曲はシンガーソングライターの五十嵐浩晃の「二人だけのX'mas」。劇中では中山、工藤の曲も使われた。
- 『美穂と静香の「ミスマッチ」完璧版』というタイトルでビデオ化された（VHS、LD）。未放映映像収録オリジナル完璧版（ジャケット裏より）。

## あらすじ
ディスプレイプランナーの杉原環（中山美穂）とファッションモデルの島崎亜子（工藤静香）は、不動産屋の2重契約で同居することになった。ともに性格の違う2人の共通の悩みは「今年こそステキな男性とクリスマスを過ごしたい・・・」と思う恋への憧れであった。それぞれ異なる相手に恋をする環と亜子。楽しいクリスマスを前にして、それぞれの恋の行方はいかに・・・！？

## 出演
- 杉原環（ディスプレイプランナー）：中山美穂
- 島崎亜子（ファッションモデル）：工藤静香
- 永瀬正敏
- 世良公則
- 黒田福美
- 赤座美代子

## スタッフ
- 原作：中村真理子（リイドコミック社『ミスマッチ』）
- 脚本：塩田千種
- 演出：吉田啓一郎
- 製作：関口恭司、中村忠雄
- 企画：白崎英介、尾木徹、石川宏明
- プロデューサー：小関明、五十嵐文郎、東城祐司
- 技術協力：東通
- 企画協力：ビッグアップル、スタジオサイエンス
- 制作協力：PDS
- 制作：テレビ朝日、スーパープロデュース